# Nikki Jayne
Samantha Haywood (Wigan, 10 de juny de 1985), més coneguda amb el nom artístic de Nikki Jayne, és una actriu pornogràfica anglesa.

## Trajectòria
Samantha Haywood va créixer a Beech Hill, un barri de Wigan, on va anar a l'escola secundària St John Fisher Catholic High School. Quan va complir 18 anys es va fer una operació d'implant de mama i les seves mesures van passar de 34A a 34C. Després d'acabar el batxillerat va anar a la universitat i va estudiar arts escèniques, ciències empresarials i psicologia. Més endavant va treballar de comercial de publicitat per al diari Wigan Reporter durant tres anys i mig.
El 2007, Nikki Jayne va començar a treballar com a model de vestits de nit fins que va conèixer els productors d'Harmony Films i tres dies després estava a la República Txeca per a filmar la seva primera pel·lícula que va ser titulada com The Initiation of Nikki Jayne.
El juny de 2008 va signar un contracte amb Vivid Entertainment Group. L'abril de 2009 va començar a escriure una columna a la revista Men's World Magazine.

## Premis i nominacions
- 2009: AVN Award – Best New Starlet — nominada[8]
- 2009: AVN Award – Best Double Penetration Sex Scene – The Nikki Jayne Experiment — nominada[8]
- 2009: CAVR Award – Blu-ray Movie of Year - The Nikki Jayne Experiment[9]
- 2009: Premis XRCO – New Starlet — nominada[10]
- 2009: Hot d'Or – Best European Starlet — nominada[11]
- 2009: XBIZ Award – New Starlet of the Year — nominada[12]
- 2010: AVN Award – Best Double Penetration Sex Scene – Catch Em — nominada[13]
- 2010: AVN Award – Best Solc Sex Scene – Catch Em — nominada[13]
- 2011: XRCO – Millor actriu (nomenada)[14]
- 2011: AVN Award – Best Actress – The Condemned — nominada[15]
- 2011: AVN Award – Best All-Girl Group Sex Scene – The Condemned — nominada[15]
- 2011: AVN Award – Best Double Penetration Sex Scene – The Condemned — nominada[15]